# Peter Brooke
Peter Leonard Brooke (ur. 3 marca 1934, zm. 13 maja 2023) – brytyjski polityk, członek Partii Konserwatywnej, minister w rządach Margaret Thatcher i Johna Majora.
Jest synem Henry’ego Brooke’a, barona Brooke of Cumnor, byłego ministra spraw wewnętrznych, i Barbary de domo Matthews, baronowej Brooke of Ystradfellte, córki Wielebnego Alfreda Matthewsa. Peter odebrał wykształcenie w Marlborough College, w Balliol College na Uniwersytecie w Oksfordzie (gdzie był przewodniczącym Oxford Union) oraz w Harvard Business School. Po studiach pracował w Spencer Stuart.
W 1977 r. został wybrany do Izby Gmin jako reprezentant okręgu City of London and Westminster South (od 1997 r. okręg nazywał się Cities of London and Westminster). Był lordem skarbu w latach 1981–1983, podsekretarzem stanu w ministerstwie edukacji i nauki w latach 1983–1985 oraz ministrem stanu Skarbu w latach 1985–1987. W 1987 r. został przewodniczącym Partii Konserwatywnej i Paymaster-General. W 1988 r. został członkiem Tajnej Rady. W 1989 r. został członkiem gabinetu jako minister ds. Irlandii Północnej.
Na tym stanowisku utrzymał się do 1992 r. Przyczyną jego dymisji były kontrowersje jakie Brooke wywołał występując w talk-show The Late Late Show, gdzie zaśpiewał Oh My Darling, Clementine w dniu, w którym w zamachu IRA zginęło 7 protestanckich robotników. Brooke powrócił do tylnych ław parlamentu, ale jeszcze w tym samym roku powrócił do gabinetu jako minister dziedzictwa narodowego. Był nim do 1994 r.
W Izbie Gmin zasiadał do 2001 r., kiedy to zrezygnował ze startu w wyborach. W październiku został kreowany parem dożywotnim jako baron Brooke of Sutton Mandeville i zasiadł w Izbie Lordów. Jest tam przewodniczącym Stowarzyszenia Parów Konserwatywnych. W 1992 r. został kawalerem Orderu Kawalerów Honorowych.